# Janet Scudder
Janet Scudder, née le 27 octobre 1869 à Terre Haute et morte le 9 juin 1940 à Rockport, est une sculptrice américaine. Elle a notamment étudié à l'Art Academy of Cincinnati.

## Biographie

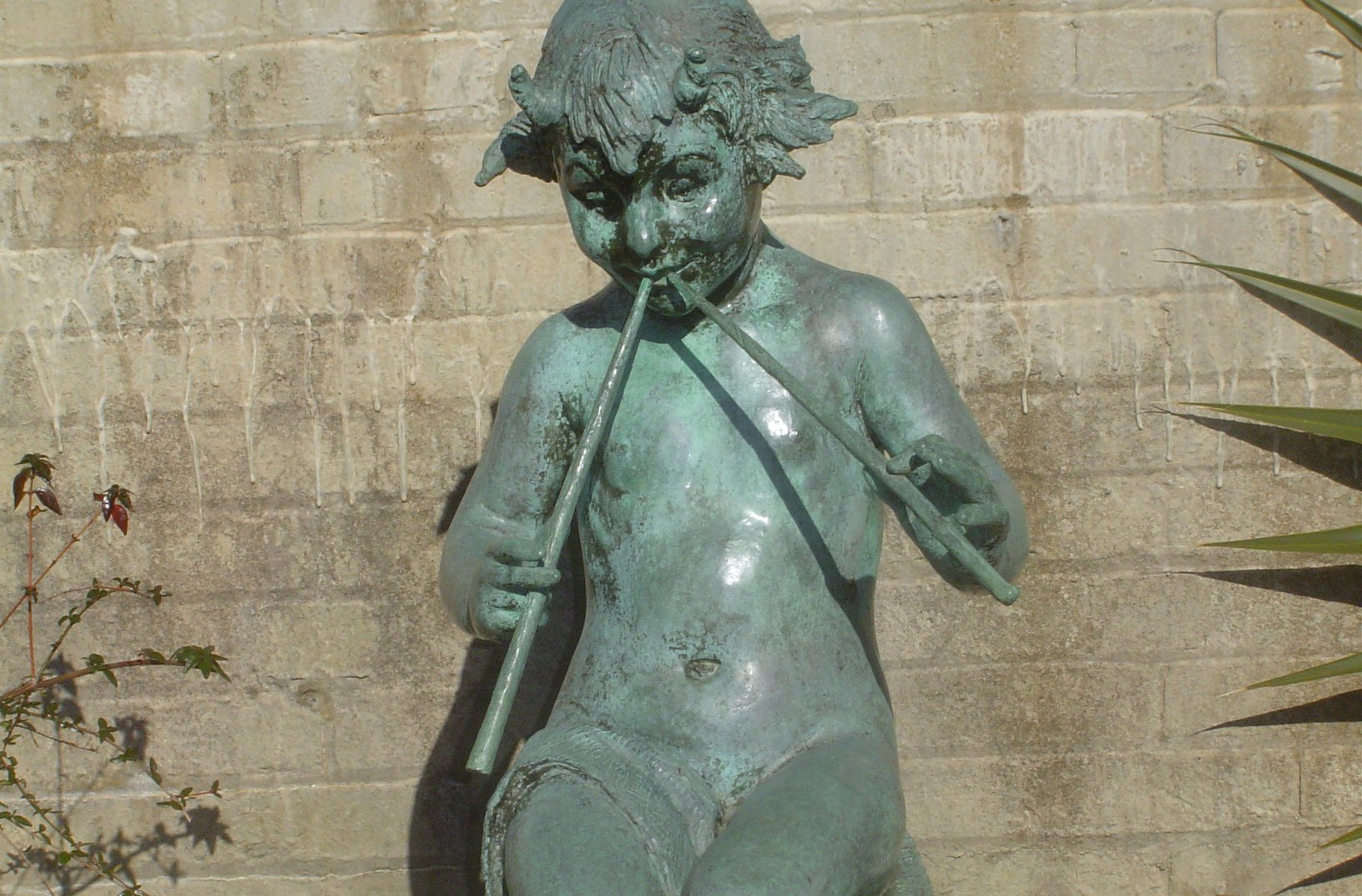
Seated Faun par Janet Scudder (1924) aux.

### Jeunes années
Née Netta Deweze Frazee, l'enfance de Janet Scudder est difficile. Sa mère meurt à 38 ans, le 6 septembre 1874. Quatre de ses sept frères et sœurs meurent avant d'arriver à l'âge adulte. À la suite de cela, Janet Scudder est élevée par Hannah Hussey. Son père, William Scudder, meurt le 15 septembre 1888
Elle étudie le dessin entre autres à l'Art Academy of Cincinnati.

### Carrière
Elle s'établit ensuite à Chicago où elle s'adonne à la sculpture. Elle choisit ensuite de s'établir à Paris en France où elle étudie à Académie Colarossi et à l'Académie Vitti. En 1896, après deux ans à Paris, Janet Scudder retourne aux États-Unis, où elle parvient à travailler pour diverses commandes de sculptures. Les thèmes de ses œuvres sont souvent des enfants, des animaux, des lutins et des fées.

### Féministe
Janet Scudder était très investie dans les luttes féministes et participait fréquemment à des manifestations autour de ces thématiques.

## Hommages
- Un portrait de Janet Scudder a été peint par Margaret Bucknell Pecorini[2].